# アキカン
アキカンとは、タレントの清水アキラと栗田貫一の2人からなる漫才コンビ。2003年結成。
両者ともに「ものまね四天王」であることから、本職であるものまねで漫才をする。
コンビ名は「アキラ」と「かんいち」の「あき」と「かん」をくっつけたもの。
2003年10月8日に横浜にぎわい座でコンビ結成記念公演を開催。その模様を収録したDVDが発売された。

## メンバー
清水アキラ（本名：清水 章、1954年6月29日 - ）
長野県出身、元・ザ・ハンダースメンバー。漫才中では、主にツッコミ担当。
主なものまねネタに研ナオコ、谷村新司、青江三奈、五木ひろし、北島三郎、堀内孝雄、井上陽水、春日八郎、橋幸夫、淡谷のり子、坂田利夫、林家三平、ケーシー高峰、ブルース・リーなどがある。
栗田貫一（本名：栗原 良之、1958年3月3日 - ）
東京都出身。漫才中では、主にボケ担当。
主なものまねネタに細川たかし、瀬川瑛子、八代亜紀、森進一、吉幾三、松山千春、玉置浩二、飛鳥涼、水谷豊、田村正和、志村けん、所ジョージ、財津一郎、髙田明などがある。
漫才では主に清水がツッコミ、栗田がボケとなっているが、トーク（特にソロ出演時）ではどちらもボケ・ツッコミを行う。

## テレビ出演
- 笑点（日本テレビ）2004年11月14日放送分
  - 個人での番組出演は、個人の項を参照のこと。

## DVD作品
- 『清水アキラ＋栗田貫一＝アキカン　おかしな二人のビッグSHOW　～抱腹絶倒! モノマネコント集～』（バップ、2004年1月21日発売）